# Hypoxis potosina
Hypoxis potosina là một loài thực vật có hoa trong họ Hypoxidaceae. Loài này được Brackett mô tả khoa học đầu tiên năm 1923.